# Dichocoenia stellaris
Dichocoenia stellaris är en korallart som beskrevs av Milne Edwards och Jules Haime 1848. Dichocoenia stellaris ingår i släktet Dichocoenia och familjen Meandrinidae. IUCN kategoriserar arten globalt som otillräckligt studerad. Inga underarter finns listade i Catalogue of Life.